# Escrow-overeenkomst
Een escrow-overeenkomst (ook wel escrow overeenkomst) is een overeenkomst tussen de maker van software, zijn klanten en een escrow-agent.
De overeenkomst garandeert dat de klant in bepaalde gevallen kan beschikken over de laatste broncode van het softwarepakket waarvoor de overeenkomst gesloten is.
Een eindgebruiker van software heeft veel belang bij het voortbestaan van de software aangezien de bedrijfsvoering van de gebruiker er sterk afhankelijk van kan zijn.
Op het moment dat een leverancier niet meer kan leveren door bijvoorbeeld een faillissement, het stoppen met een product(lijn) of door het niet voldoen aan leveringsverplichtingen en er moet een aanpassing aan het pakket plaatsvinden, dan kan de eindgebruiker dat zelf niet (laten) doen.
Daarvoor is de beschikking nodig over de broncode.
In de praktijk wordt de escrow-overeenkomst ook wel kort 'escrow' genoemd.
Escrow-overeenkomsten
- Individuele escrow overeenkomst. Ook wel ‘Drie Partijen Escrow Overeenkomst genoemd. In een driepartijen overeenkomst worden afspraken tussen de Escrow Agent, de leverancier of licentiegever en de eindgebruiker of licentienemer vastgelegd.
- Collectieve escrow overeenkomst. Ook wel Twee Partijen Escrow Overeenkomst genoemd. Bij de collectieve variant gaat het om een overeenkomst tussen de Escrow Agent, de leverancier en een groep eindgebruikers.
- Distributie escrow overeenkomst. In een distributie escrow overeenkomst worden afspraken tussen Escrow Agent, de maker als eigenaar van het intellectueel eigendom, de leverancier of licentiegever en de eindgebruiker of licentienemer vastgelegd. Bij de collectieve variant gaat het om een overeenkomst tussen de Escrow Agent, de maker, de leverancier en een groep eindgebruikers.
- Mantel escrow overeenkomst. De mantel escrow overeenkomst legt afspraken vast tussen leverancier en / of eindgebruiker en deze wordt aangegaan om meerdere escrowregelingen onder te brengen.

Variaties van escrow overeenkomsten
- Software escrow overeenkomst
- Broncode escrow overeenkomst
- SaaS escrow overeenkomst
- Cloud escrow overeenkomst
- Data escrow overeenkomst
- Technology escrow overeenkomst
- Knowledge escrow overeenkomst
- Industrial escrow overeenkomst (engels)
- Self Service Online escrow overeenkomst

Escrow gerelateerde overeenkomsten
- Broncode beheer overeenkomst. Deze overeenkomst wordt gebruikt door bedrijven die eigenaar zijn van de software. De Escrow Agent voert het beheer en controle uit op de beschikbaarheid van de broncode.

Bij de aanschaf van een softwarepakket betaalt de gebruiker voor de gebruiksrechten, de zogenaamde licentiekosten. In een aantal gevallen wordt een percentage van de licentiekosten als onderhoudskosten in rekening gebracht.
De koper wordt geen eigenaar van het softwarepakket ook beschikt deze niet over de broncode, de ‘bouwstenen’ van software.
De volgende onderwerpen worden in een escrowovereenkomst opgenomen:
1. doelstelling van de escrow-overeenkomst;
2. het recht dat van toepassing wordt, bijvoorbeeld Nederlands recht of Amerikaans recht;
3. definitie van de te deponeren broncode en aanverwante materialen zoals documentatie, hulpmiddelen, installatie-instructies, handleidingen;
4. afspraken over verificatie-onderzoek naar de volledigheid en onderhoudbaarheid van de broncode en hulpmiddelen;
5. versie- en releasebeheer voor het up- to-date houden van de broncode in escrow;
6. afgifte- en gebruiksrecht;
7. afgiftegronden, bijvoorbeeld faillissement, beëindiging van bedrijfsactiviteiten, overlijden van belangrijke werknemers, overname of samengaan van de leverancier met een concurrent of onredelijke prijsverhogingen;
8. afgifteprocedure;
9. geschillenoplossing;
10. aansprakelijkheid;
11. duur en beëindiging overeenkomst;
12. overdracht van rechten en kettingbeding;
13. het escrowproces op toereikendheid;
14. het eigendom van de drager voor de broncode bij de gebruiker of escrowagent onderbrengen;
15. adres en contactgegevens van alle partijen.